# Liga Nacional de Fútbol Profesional
Pour les articles homonymes, voir Liga et Championnat d'Espagne de football.
La Liga Nacional de Fútbol Profesional (en français : Ligue nationale de football professionnel), connue commercialement sous le nom de LaLiga, est une association sportive privée intégrée par les clubs et les sociétés anonymes sportives qui participent aux deux divisions professionnelles du football espagnol : la Primera División (LaLiga) et la Segunda División.
L'association a été créée en 1984 et elle est sous l'égide de la Real Federación Española de Fútbol (RFEF), même si elle est une entité juridique propre et est autonome dans ses prises de position.
Sa principale fonction, à part celle de veiller aux intérêts des clubs professionnels, est d'organiser le championnat de première et deuxième division en coordination avec la RFEF.
Le championnat national n'a été interrompu que deux fois, pendant la guerre civile espagnole (1936-1939) et en 2020, en raison de la pandémie de coronavirus (COVID-19). Les matchs ont été interrompus entre le 9 mars et le 11 juin 2020, date à laquelle ils ont repris à huis clos et sans spectateurs.
Son siège est situé à Madrid (Espagne). Elle est également présente dans 55 pays avec 11 bureaux et 46 délégués. L'association réalise l'essentiel de son action sociale par le biais de sa fondation. Les principales missions de LaLiga sont l'organisation de compétitions de football professionnel, le contrôle économique, la vente centralisée des droits audiovisuels et une stratégie d'internationalisation et de leadership technologique.
En août 2021, LaLiga a accepté de créer, avec le fonds d'investissement privé CVC Capital Partners, une société holding et des comptes d'investissement. Le fonds a apporté 2,7 milliards d'euros, en échange de 10,95 % des bénéfices générés par l'exploitation commerciale des différents produits de LaLiga, à restituer par les clubs sur 50 ans. Le projet s'appelait LaLiga Impulso.

## Histoire
Les premiers antécédents de la ligue actuelle remontent au premier tiers du XXe siècle, à l'époque du championnat d'Espagne, puis du championnat de la Ligue nationale. Tous deux ont été organisés par la Real Federación Española de Fútbol (RFEF) jusqu'en 1984.
En 1929, le FC Barcelone a été la première équipe à être déclarée championne de la première division, à laquelle participaient 10 équipes (Athletic Club, Arenas Club de Guecho, Real Madrid Foot-Ball Club, Real Sociedad de Fútbol, Foot-Ball Club Barcelona, Real Unión Club, Athletic Club de Madrid, Real Club Deportivo Español, Club Deportivo Europa et Real Racing Club de Santander). En deuxième division, qui a également été jouée à partir de la saison 1929, Sevilla F. C., Iberia S. C., Deportivo Alavés, Real Sporting de Gijón, Valencia F. C., Real Betis Balompié, Real Oviedo F. C.., Real Club Celta, R. C. Deportivo de La Coruña et Racing Club de Madrid ; tandis que dans le groupe B se trouvaient Cultural y Deportiva Leonesa, Real Murcia F. C., C. D. Castellón, C. D. Torrelavega, Zaragoza C. D., Real Valladolid Deportivo, C. A. Osasuna, Tolosa C. F., Barakaldo C. F. et Cartagena F. C.
Le 14 juillet 1983, l'assemblée extraordinaire de la Real Federación Española de Fútbol a approuvé la création de la Ligue de football professionnel. Le premier comité exécutif de la Ligue a pris ses fonctions le 30 décembre 1983 au siège de la Fédération, et le 26 juillet 1984, les statuts ont été approuvés, fondant officiellement la Liga Nacional de Fútbol Profesional. Les statuts ont été modifiés et approuvés par le Consejo Superior de Deportes en 2019.

## Présidents

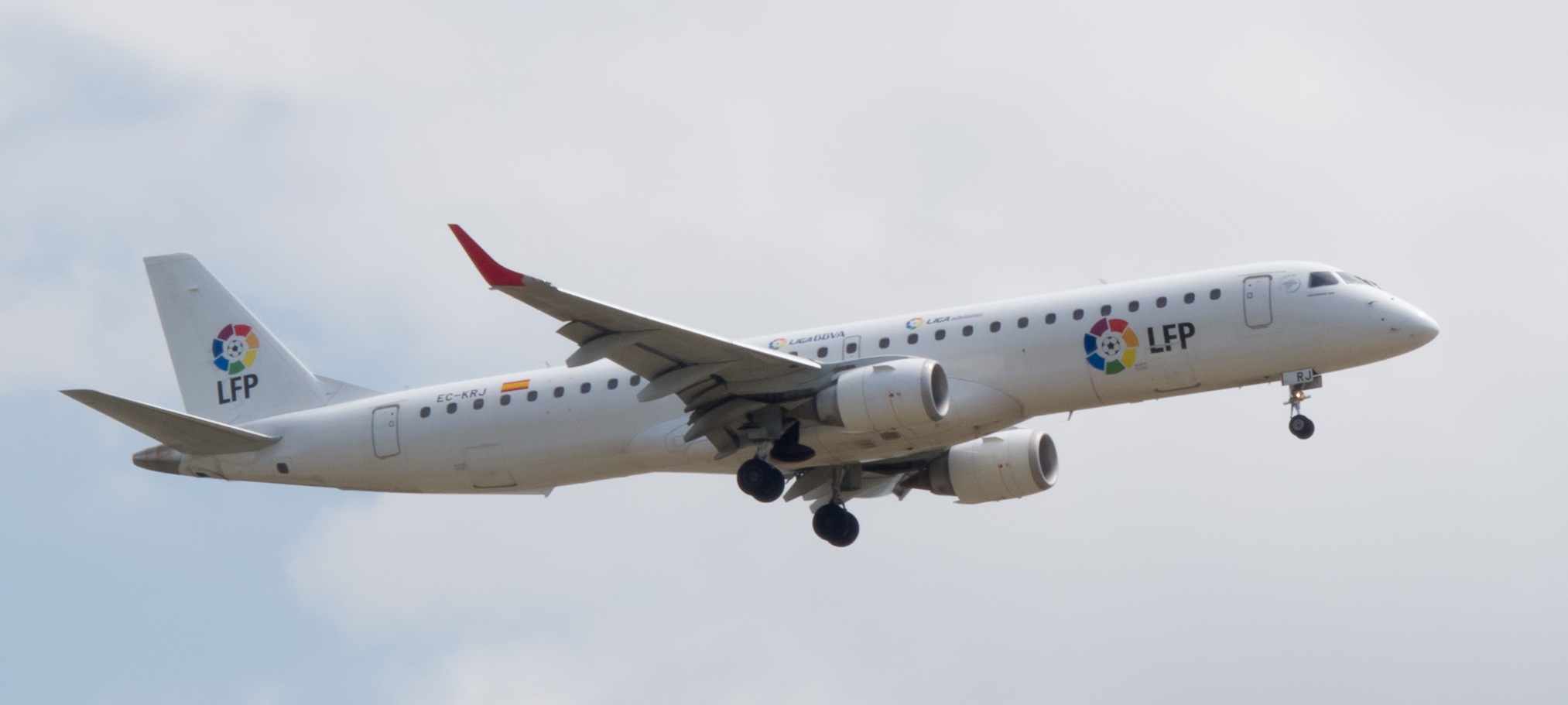
Embraer ERJ-190 portant le logo de la Liga de Fútbol Profesional.

| Président                      | Période   |
| ------------------------------ | --------- |
| Manuel Vega-Arango Alvaré      | 1983-1984 |
| Antonio Baró Armengol          | 1984-2001 |
| Pedro Tomás Marqués            | 2001-2004 |
| José Luis Astiazarán (intérim) | 2004-2005 |
| Guillermo Cabello (intérim)    | 2005      |
| Carlos del Campo (intérim)     | 2005      |
| José Luis Astiazarán           | 2005-2013 |
| Javier Tebas                   | 2013-     |

## Nom officiel
Le nom officiel depuis les statuts approuvés en 1984 est "Liga Nacional de Fútbol Profesional" bien que les médias et les fans raccourcissent le nom de manière informelle, comme "La Liga" ou la "Liga de Fútbol Profesional" et en utilisant assidûment son acronyme "LFP".
Au cours de la saison 1996-1997, la ligue est connue dans les médias sous le nom de "Ligue des stars". Le boom économique, la transformation des clubs en sociétés anonymes, la vente des droits audiovisuels et la loi Bosman - qui a permis une plus grande circulation des footballeurs de l'Union européenne (et d'autres joueurs étrangers, sud-américains ou africains) - ont réussi à attirer les meilleurs joueurs étrangers, ce qui a signifié l'explosion définitive du football espagnol ; tandis que le nom "Liga de Fútbol Profesional" a continué à être utilisé assidûment, même s'il ne s'agissait pas du nom officiel.
Ce nom non officiel, qui ne posait pas de problème majeur aux médias espagnols, a commencé à rencontrer des difficultés parce qu'il portait le même nom et le même acronyme que la ligue française "Ligue de football professionnel" (LFP).
Le premier accord de sponsoring a été conclu avec BBVA. Depuis 2008, le nom de la première division est associé à BBVA, son principal sponsor, et s'appelle "Liga BBVA", tandis que la deuxième division s'appelle "Liga Adelante". L'accord avec BBVA a été prolongé jusqu'à la saison 2015-2016.
Le 21 juillet 2016 et pour une période de trois saisons, un contrat de sponsoring est signé avec Banco Santander. La ligue retrouve son indépendance, se rebaptise "LaLiga" et affine son identité visuelle. L'accord de parrainage avec Banco Santander a donné lieu à deux nouveaux noms pour ses principales compétitions. La première division est rebaptisée "LaLiga Santander" et la deuxième division "LaLiga 1|2|3". Le nom de la deuxième division a de nouveau été modifié en août 2019 pour devenir "LaLiga SmartBank".
En résumé, les seuls noms officiels de l'association sont "LaLiga" ou "Liga Nacional de Fútbol Profesional".

## Gestion économique

### Contrôle et supervision des comptes
Face à la situation financière dramatique de la plupart des clubs, un processus de réorganisation et de contrôle financier a été initié en 2013.  Lors de l'assemblée du 21 mai 2014, les clubs ont approuvé le "Règlement pour le contrôle économique des clubs et des sociétés anonymes sportives affiliées à la Ligue nationale de football professionnel", par lequel ils se sont imposés des règles plus strictes que celles dictées par l'UEFA et ont établi le contrôle et la supervision économiques des clubs par la Liga.
À partir de ce moment, les clubs et les Sociedades Anónimas Deportivas (SAD) ont entamé un processus d'abandon des impayés aux joueurs et de réduction des dettes auprès de l'Agence d'administration fiscale de l'État (AEAT) et de la Sécurité sociale. Cela a conduit à une plus grande solidité financière et à une véritable concurrence entre les clubs, évitant ainsi le dopage financier.

### Droits audiovisuels
Le progrès et l'enracinement de LaLiga ont également été réalisés par la commercialisation conjointe des droits audiovisuels des clubs et des Sociedades Anónimas Deportivas de Primera et Segunda División (LaLiga Santander et LaLiga SmartBank). La vente centralisée des droits audiovisuels, principale source de revenus des clubs, a été approuvée au Congrès des députés le 14 mai 2015, le Décret-loi royal 5/2015 mettant en œuvre la réglementation.

### L'impact socio-économique
L'activité économique produite par LaLiga est de nature stratégique: lors de la saison 2016-17, elle a généré 15 688 millions d'euros, soit 1,37 % du PIB, et 185 000 emplois directs et indirects, selon l'étude présentée par Price Waterhouse Coopers en 2019.
Selon l'étude de PwC, l'impact économique généré par l'industrie du football professionnel a doublé lors de la saison 2016-17, par rapport à la saison 2012-13 (7600 millions d'euros et 0,75 % du PIB) ; tandis que son influence sur l'emploi a augmenté de 28 % sur cette période (de 140 000 emplois à 184 600) et les recettes fiscales de 41 %, passant de 2995 millions à 4089 millions.
Le football est un générateur de revenus (input) pour d'autres entreprises, car elles utilisent le football comme levier pour générer de l'activité. L'"impact tracteur" révèle que sur les 2398 millions dépensés par les supporters le jour du match, 1072 millions ont été dépensés dans le stade, 1226 millions dans les bars et 100 millions dans le tourisme ; 561 millions ont été dépensés pour la télévision payante, 561 millions pour les médias, 261 millions pour les paris et 217 millions pour les jeux vidéo.
Pour chaque euro de revenu de LaLiga, 4,2 euros ont été générés dans d'autres activités ; et chaque emploi créé par la compétition a créé quatre emplois dans d'autres secteurs. En termes de contribution aux caisses publiques, le secteur du football professionnel a versé 4089 millions d'euros d'impôts en Espagne.
Selon le rapport économico-financier de la saison 2019-2020, première saison affectée par le confinement et les restrictions de la pandémie de COVID-19, le football espagnol a démontré sa force et sa durabilité en dépassant pour la première fois les 5 milliards d'euros de recettes, malgré l'impact de la pandémie. LaLiga a été la seule compétition parmi les grands championnats à obtenir un résultat net positif (77 millions d'euros), et celle qui génère le plus de revenus par habitant. Tout cela grâce à la responsabilité dont ont fait preuve les clubs espagnols en maîtrisant leurs dépenses.
En 2021, LaLiga a versé plus de 125 millions d'euros à d'autres entités pour le développement du football non professionnel et d'autres sports. Sur ce montant, la RFEF a reçu 52% (65,6 millions d'euros), la CSD 39,5% (48,8 millions d'euros) et les syndicats de joueurs 8,9% (11,3 millions d'euros). Il s'agit d'une augmentation de 13 % par rapport à la saison 2019/20 et de 202 % par rapport à la saison 2014/15.

### LaLiga - Accord avec CVC Partners
L'Assemblée du Club a approuvé la création de LaLiga Impulso, un projet basé sur la création d'une société appartenant à la société de capital-risque CVC Capital Partners pour l'exploitation commerciale des différents produits de LaLiga.
Le fonds d'investissement CVC Partners apporte 2.668 millions d'euros, à rembourser sur 50 ans par les clubs, en échange de 10,95% des bénéfices générés par l'exploitation commerciale des différents produits de LaLiga. Il ne s'agit pas d'une vente de droits, d'un financement ou d'un rachat, mais d'une participation dans laquelle le fonds supporte le risque en fonction de l'évolution de l'entreprise, sans garantie de retour d'un quelconque montant. Avec cette injection de capital, LaLiga visait à passer d'un modèle mono-produit, basé presque exclusivement sur le match et la vente de droits audiovisuels, à un modèle multi-produit/multi-expérientiel, avec une relation directe avec le fan, basé sur la technologie et les capacités numériques et analytiques. L'injection de capital permet à LaLiga de se relancer en tant que société mondiale de divertissement sur Internet.
LaLiga Impulso a été approuvée à l'unanimité par les clubs lors de la Commission des délégués du 4 août 2021 ; et approuvée par une majorité de 39 clubs (sur 42 au total) le 12 août. Lors de cette assemblée, le Real Madrid Club de Fútbol, le Fútbol Club Barcelona, l'Athletic Club et le Real Oviedo ont voté contre, bien que quelques jours plus tard, les Asturiens aient finalement décidé de signer l'accord pour garantir leur projet sportif. De leur côté, les trois autres clubs mentionnés ont contesté l'accord, considérant qu'il s'agit d'une " procédure notoirement irrégulière et irrespectueuse des garanties minimales requises, surtout dans une opération de cette importance et de cette durée ".
L'accord entre CVC et LaLiga prévoit la possibilité que certains clubs n'adhèrent pas, ou qu'ils adhèrent ultérieurement, de sorte que les montants qui correspondraient à ces clubs sont soustraits du montant initial. Après la non-inclusion des clubs précités, le montant final a été fixé à environ 2,1 milliards en échange d'un pourcentage d'environ 10,95% des bénéfices de l'exploitation commerciale.
En ce qui concerne la destination des fonds par les clubs, 70 % doivent être consacrés aux infrastructures, 15 % au remboursement de la dette et les 15 % restants à l'augmentation du plafond salarial des joueurs au cours des trois premières années. Le montant le plus important est destiné à être affecté par les clubs au domaine stratégique : stratégie sportive, infrastructures, développement international, développement de la marque et des produits, stratégie de communication, plan d'innovation, technologie et données, et plan de développement des contenus sur les plateformes numériques et les réseaux sociaux. Par ailleurs, 107,2 millions sont destinés à la Fédération royale espagnole de football - qui s'est opposée à l'opération - et au Consejo Superior de Deportes, qui sera consacré au football féminin, au football semi-professionnel et au football amateur. Les 100 millions restants sont destinés aux investissements de LaLiga.
CVC a évalué LaLiga à 24,25 milliards d'euros - ce qui équivaut à 15,1 fois son ebitda 2019-20 - une évaluation qui a été certifiée appropriée par la Banque Rothschild.
CVC Capital Partners est l'une des entreprises les plus actives dans le secteur du sport, avec plus de 25 ans d'expérience dans les compétitions internationales de rugby, de volley-ball, de tennis, de MotoGP et de Formule 1, ainsi que des relations avec des partenaires technologiques. Si la plupart de ses opérations sont des rachats de fonds privés et de dettes, elle recherche également des opportunités dans des secteurs ou des entreprises ayant des perspectives d'expansion, afin d'en tirer un fort potentiel et des rendements élevés à long terme. Selon les propres termes de l'entreprise : "Nous achetons des entreprises en accord et en collaboration avec leurs équipes de direction et les aidons à élaborer leurs plans de développement et à créer de la valeur à moyen terme de manière durable".
Le plan stratégique de l'entreprise consiste à récupérer son investissement sur une période de cinq à dix ans, puis à laisser la place à un autre investisseur. Afin de faire croître la compétition à travers la croissance de la marque propre des équipes, les clubs devront concevoir un programme stratégique - à présenter à l'association patronale - à travers lequel ils pourront affecter l'argent reçu à leur croissance institutionnelle et sportive, favorisant ainsi le championnat dans son ensemble.

## Déploiement des technologies

### Numérisation
La numérisation progressive de la société a également eu sa correspondance dans le football professionnel espagnol afin d'obtenir une amélioration du produit audiovisuel et son développement multimédia. LaLiga dispose d'un écosystème numérique basé sur trois points : les canaux, les services et les données, qui permettent l'interaction entre les clubs et les fans.
Grâce au portail web, aux applications mobiles et à LaLigaSportsTV, la plateforme OTT lancée début 2019, l'engagement des supporters est obtenu par l'interaction avec tous ces appareils ; les services rationalisent et facilitent également l'accès des supporters. Toutes les données générées par cette interaction sont ensuite utilisées pour personnaliser le contenu avec la possibilité de jouer avec toutes les chaînes de cet écosystème.

### Production audiovisuelle
Les matchs les plus importants de chaque journée sont enregistrés avec le système 4k - HDR (High Dynamic Range) avec 20 caméras HDR, et lors des matchs spéciaux (le Clásico ou les finales) ils sont enregistrés avec 30 caméras. Depuis la saison 2017/18, tous les stades sont équipés d'une caméra tactique qui suit automatiquement le jeu et fournit un plan tactique en direct aux analystes de l'équipe. En outre, une caméra aérienne se trouve à 21 mètres au-dessus du terrain, et 38 caméras ultra-haute définition sont installées dans les stades pour créer des clips vidéo volumétriques à 360° et recréer des ralentissements de chaque jeu de tous les points de vue. Cela s'ajoute à l'utilisation de la technologie Replay 360 pour créer des graphiques virtuels pour les diffusions en direct.

### Outils technologiques
L'intelligence artificielle, la profusion de données et l'utilisation de certains outils facilitent la prise de décision des clubs sur des questions spécifiques.
Avec Mediacoach, les 42 clubs de première et deuxième divisions ont accès à des informations, des statistiques et des analyses (fournies par des caméras GPS qui suivent chaque joueur) sur les performances des joueurs, ce qui leur permet d'analyser le jeu et les actions technico-tactiques et physiques qui ont lieu lors d'un match.
Les joueurs ont accès à Players APP, une application exclusive pour les joueurs de LaLiga créée avec le magazine Club del deportista, avec des informations sur leurs données provenant de Mediacoach, et qui offre des informations personnalisées pour chaque joueur après chaque match. Calendar Selector est un outil développé par LaLiga pour obtenir les horaires qui optimisent la fréquentation des stades et l'audience. Pour ce faire, ils ont mis au point un algorithme qui utilise des dizaines de variables historiques: horaires, audiences, fréquentation, classements, etc. et qui permet de prendre les décisions les plus optimales en matière d'horaires.
Sunlight Broadcasting Planning: Tous les stades de LaLiga ont été créés en 3D avec un maximum de détails. Ainsi, en introduisant une date et une heure précises dans le logiciel, le programme propose avec une précision totale l'incidence de la lumière du soleil, des ombres, de la luminosité, etc. et analyse l'impact sur les supporters et les caméras de télévision. Cela contribue également à un meilleur choix des moments.

### Applications et jeux
Les applications ou Apps de LaLiga comptaient plus de 110 millions de téléchargements en avril 2020, dont 80 % provenaient de l'extérieur de l'Espagne. Les applications développées par LaLiga sont : LaLiga Official App, Quiniela, Club Apps, LaLiga Fantasy MARCA, Head Football, Tiny Striker LaLiga, LaLiga Top Cards, LaLiga Educational Games, et les assistants vocaux (Google, Cortana, Skype, Samsung Bixby, Movistar Home).
Lors de la saison 2017-18, LaLiga est entrée dans le monde virtuel des sports électroniques ou esports. En 2019-20, l'eLaLiga Santander a été organisée dans le cadre de la compétition officielle EA Sports Tm FIFA 20 Global Series en Espagne, avec la participation de 33 clubs de LaLiga Santander et LaLiga SmartBank.

### Réseaux sociaux
LaLiga a dépassé les 100 millions d'abonnés sur ses différentes plateformes sociales en janvier 2020 (lors de la saison 2013-14, elle n'en comptait que 3,9 millions).
Ils ont 22 profils ouverts sur 12 canaux différents : Facebook, Twitter (LaLiga, LaLigaEN, LaLigaArab, LaLigaBRA, LaLigaFRA, LaLigaJP, LaLigaID, LaLigaTH, LaLigaSports, eSportsLaLiga, LaLiga Foundation), Instagram, YouTube, TikTok, quatre réseaux en Chine (Weibo, WeChat, Douyin, Toutiao) ; deux réseaux en Russie (OK, VK) ; Line (trois comptes : Japon, Thaïlande et Indonésie).

### Mesures contre la violence, les matchs truqués et le piratage
Les objectifs de LaLiga comprennent la prévention de la violence, de la xénophobie et du racisme, la prévention du trucage des matchs et du piratage audiovisuel. Chaque semaine, un rapport est établi avec les chants incitant à la violence ou ayant un contenu insultant, qui est envoyé à la RFEF et à la Commission anti-violence. Ce sont les seuls organes chargés d'imposer des sanctions.
En ce qui concerne le trucage des matchs, outre l'outil technologique, tous les joueurs des deux ligues reçoivent des entretiens sur l'intégrité et la sécurité. Sur le plan technologique, tous les bookmakers du monde entier sont surveillés pour détecter des comportements anormaux, qui sont analysés par des experts, et si quelque chose de suspect est découvert, il est porté à l'attention de la police et des autorités judiciaires.  Pour combattre et prévoir les matches truqués grâce à la technologie, des outils internes tels que Tyche 3.0 ont été intégrés dans les clubs. Des affaires judiciaires ont découlé des plaintes de LaLiga, comme l'opération Oikos.
En ce qui concerne la piraterie audiovisuelle, il existe un département spécifique de lutte contre la piraterie qui collabore avec d'autres ligues européennes ; des actions juridiques, du lobbying et des relations institutionnelles sont encouragés pour favoriser ce type de législation (tant en Espagne qu'à l'étranger).
Les outils numériques anti-piratage utilisés par LaLiga, dont le programme Marauder, ont été remis au ministère espagnol de la culture, qui a réalisé des progrès substantiels dans la prévention de la fraude et des délits contre la propriété intellectuelle.

## Soutenir le sport et la société

### LaLigaSportsTV
Début 2019 a vu le lancement de la plateforme LaLigaSportsTV, un service OTT (over-the-top) ou plateforme de télévision sur internet (à la manière de Netflix) qui propose diverses compétitions sportives espagnoles en direct et présente, outre le football, l'actualité d'autres sports moins médiatisés. Cette plateforme diffuse les compétitions en continu ou en streaming, afin que tout le monde puisse y accéder, bien qu'il existe des contenus gratuits et d'autres payants. En ce qui concerne le football, les matchs de LaLiga SmartBank correspondant à la deuxième division sont payants, et le reste des sports est gratuit (sauf exceptions). Les matchs de première division ne sont pas disponibles, mais il y a un résumé du match et des interviews avant et après le match. En général, il est possible de visionner un grand nombre de sports et de compétitions espagnols, mais le contenu normalement payant (ligues de basket-ball, tournois de tennis, etc.) n'est pas disponible.  Fin 2019, on comptait plus de 400 000 utilisateurs enregistrés et 30 sports différents.

### LaLiga Business School
Il a été créé avec l'intention de contribuer à la formation des managers du football et d'autres sports mondiaux et a commencé son activité en 2018. Elle propose des études de troisième cycle et divers cours de formation en collaboration avec l'université Francisco de Vitoria : master en droit appliqué au football professionnel, master en gestion, méthodologie et analyse du football et master en marketing sportif global. Il propose également des cours sur l'eSport LaLiga, la stratégie et les données numériques et le making off de l'événement sportif. Tous ces programmes ont un contenu théorique et pratique et sont enseignés par des professionnels du secteur.

## Expansion internationale
L'intérêt croissant pour le football espagnol a été une incitation à l'expansion mondiale de la Liga Nacional de Fútbol Profesional, qui repose sur trois piliers fondamentaux : les bureaux internationaux, le réseau mondial Global Network et les coentreprises ou entreprises communes qu'elle a créées dans différentes parties du monde. Les bureaux internationaux sont situés à : Afrique du Sud (Johannesburg), Belgique (Bruxelles), Chine (Shanghai et Pékin), États-Unis (New York), Émirats arabes unis (Dubaï), Inde (New Delhi), Nigeria (Lagos), Mexique (Mexico), Royaume-Uni (Londres) et Singapour (Singapour).
Ses 46 délégués font partie du réseau mondial LaLiga Gloal Network et sont présents dans 43 pays. LaLiga North America, en partenariat avec RELEVENT, est une entreprise commune visant à introduire le football espagnol aux États-Unis.
En 2020, LaLiga a reçu le titre d'ambassadeur honoraire de Marca España dans la catégorie des relations internationales, "pour sa contribution à la diffusion d'une image positive de l'Espagne dans le monde à travers le football" et pour avoir "aidé à l'internationalisation tant des entreprises que des sportifs espagnols ".

## La Liga contre le PSG
En 2022, la Liga souhaite changer les règles du jeu « Le PSG maquille ses comptes à travers des prête-noms, des sponsors artificiels, notamment QTA jusqu'en 2019 (100 M€ par an sans contrepartie de la part du PSG) puis Accor (50 M€ annuels). Nous ne pouvons plus supporter cela » indique la Liga par le voix de son avocat Juan Branco. "Il y aura aussi une saisine de la Commission européenne : « Il s'agira d'étudier les questions de concurrence : abus de position dominante, aides d'État... La Commission européenne s'en est toujours lavée les mains en déléguant à l'UEFA, alors que réguler le marché fait partie de ses compétences. ».